# Ercheia nigroguttata
Ercheia nigroguttata là một loài bướm đêm trong họ Noctuidae.